# Giacomo Beretta
Giacomo Beretta (Varese, 14 marzo 1992) è un calciatore italiano, attaccante della Pro Patria.

## Carriera

### Club
Muove i primi passi nell'US Bosto di Capolago, sobborgo della città bosina, per passare al Varese, squadra della sua città natale, nella quale resta fino all'estate adel 2008 quando si trasferisce all'AlbinoLeffe. Nell'estate successiva passa in comproprietà dall'AlbinoLeffe al Milan e nella stagione 2009-2010 vince la Coppa Italia Primavera con il club rossonero.
Nel 2010 metà cartellino viene ceduto al Genoa, ma il giocatore rimane al Milan, con cui esordisce in serie A il 1º maggio 2011 contro il Bologna.
Nella stagione 2011-2012 gioca in Serie B all'Ascoli, con cui colleziona 15 presenze in campionato, prima di essere ceduto in gennaio alla Juve Stabia.
Nella stagione 2012-2013 viene girato nuovamente in prestito al Pavia, in Lega Pro Prima Divisione. Mette a segno 10 gol in 29 presenze. Gioca poi in Lega Pro con il Lecce (con cui perde una finale play-off) e successivamente in Serie B con la Pro Vercelli (con cui mette insieme 59 presenze e 8 gol in due anni). Il 24 agosto 2016 il Milan lo cede in prestito all'Entella, sempre in B. Totalizza solo 8 presenze, e così il 18 gennaio 2017 il club rossonero lo gira in prestito al Carpi. Con gli emiliani gioca 14 partite, realizzando una rete, nel successo sul Brescia (2-1) del 18 febbraio.
Il 26 luglio 2017 passa a titolo definitivo al Foggia.. Il 19 settembre si sblocca andando a segno proprio in casa della sua ex squadra, il Carpi, nel successo per 3-1. Chiude l'annata segnando 7 reti in 28 gare.
Il 21 luglio 2018 si trasferisce all'Ascoli, dove firma un contratto triennale.. Segna il primo con i bianconeri il 30 dicembre nel successo per 3-2 sul Crotone.
Mette a segno il suo primo goal in carriera in Coppa Italia il 3 dicembre 2019, in occasione della trasferta contro il Genoa persa 3-2. Nel marzo 2020 viene operato alla caviglia sinistra, costringendolo tuttavia a chiudere in anticipo la stagione. Il 2 ottobre dello stesso anno risolve il proprio contratto con il club marchigiano, giocando complessivamente, 47 partite segnando 7 reti.
Il 22 ottobre successivo, viene ingaggiato dal Padova con cui firma un contratto annuale, con opzione di rinnovo. Tuttavia in soli tre mesi non scende mai in campo con il club biancoscudato. Nell'ultimo giorno del calciomercato invernale, ovvero il 1º febbraio 2021, passa ai " cugini " del Cittadella a titolo definitivo, in uno scambio che coinvolge Karamoko Cissé (sempre con la stessa formula) ad effettuare il percorso inverso. Dopo 12 giorni segna subito il suo primo gol, decisivo per il successo in casa del Pordenone.
Il 13 gennaio 2023 lascia il Cittadella per tornare a titolo definitivo al Foggia.
Il 18 gennaio 2024 viene ceduto in prestito al Lecco.
Da Agosto 2024 milita nella squadra bustocca della Pro Patria, in Serie C, tornando al gol il 12 ottobre, in occasione dello scontro con il Lecco, con cui non era mai andato a segno nella precedente stagione.

### Nazionale
Conta 15 presenze e 10 gol segnati con la maglia della nazionale italiana Under-17. Ha siglato 3 reti nelle partite di qualificazione all'europeo Under-17 nel 2009 e un gol nella fase finale del torneo. Ha partecipato anche ai mondiali Under-17 nel 2009, segnando un gol in 4 partite.
Ha vestito anche le maglie dell'Under-19 italiana e della nazionale Under-20 italiana con cui in quest'ultima ha collezionato 16 presenze e 9 reti.

## Statistiche

### Presenze e reti nei club
Statistiche aggiornate al 17 maggio 2025.
| Stagione            | Squadra             | Campionato          | Campionato | Campionato | Coppe nazionali | Coppe nazionali | Coppe nazionali | Coppe continentali | Coppe continentali | Coppe continentali | Altre coppe | Altre coppe | Altre coppe | Totale | Totale |
| Stagione            | Squadra             | Camp                | Pres       | Reti       | Camp            | Pres            | Reti            | Camp               | Pres               | Reti               | Camp        | Pres        | Reti        | Pres   | Reti   |
| ------------------- | ------------------- | ------------------- | ---------- | ---------- | --------------- | --------------- | --------------- | ------------------ | ------------------ | ------------------ | ----------- | ----------- | ----------- | ------ | ------ |
| 2010-2011           | Milan               | A                   | 1          | 0          | CI              | 0               | 0               | UCL                | 0                  | 0                  | -           | -           | -           | 1      | 0      |
| 2011-gen. 2012      | Ascoli              | B                   | 14         | 1          | CI              | 2               | 2               | -                  | -                  | -                  | -           | -           | -           | 16     | 3      |
| gen.-giu. 2012      | Juve Stabia         | B                   | 8          | 0          | CI              | 0               | 0               | -                  | -                  | -                  | -           | -           | -           | 8      | 0      |
| 2012-2013           | Pavia               | 1D                  | 29         | 10         | CI-LP           | 0               | 0               | -                  | -                  | -                  | -           | -           | -           | 29     | 10     |
| 2013-2014           | Lecce               | 1D                  | 25+5       | 4+1        | CI+CI-LP        | 0+1             | 0+1             | -                  | -                  | -                  | -           | -           | -           | 31     | 6      |
| 2014-2015           | Pro Vercelli        | B                   | 25         | 3          | CI              | 0               | 0               | -                  | -                  | -                  | -           | -           | -           | 25     | 3      |
| 2015-2016           | Pro Vercelli        | B                   | 34         | 5          | CI              | 0               | 0               | -                  | -                  | -                  | -           | -           | -           | 34     | 5      |
| Totale Pro Vercelli | Totale Pro Vercelli | Totale Pro Vercelli | 59         | 8          |                 | 0               | 0               |                    | -                  | -                  |             | -           | -           | 59     | 8      |
| ago.2016-gen. 2017  | Virtus Entella      | B                   | 8          | 0          | CI              | 0               | 0               | -                  | -                  | -                  | -           | -           | -           | 8      | 0      |
| gen.-giu. 2017      | Carpi               | B                   | 14+1       | 1          | CI              | 0               | 0               | -                  | -                  | -                  | -           | -           | -           | 15     | 1      |
| 2017-2018           | Foggia              | B                   | 28         | 7          | CI              | 0               | 0               | -                  | -                  | -                  | -           | -           | -           | 28     | 7      |
| 2018-2019           | Ascoli              | B                   | 23         | 3          | CI              | 1               | 0               | -                  | -                  | -                  | -           | -           | -           | 24     | 3      |
| 2019-2020           | Ascoli              | B                   | 6          | 0          | CI              | 1               | 1               | -                  | -                  | -                  | -           | -           | -           | 7      | 1      |
| Totale Ascoli       | Totale Ascoli       | Totale Ascoli       | 43         | 4          |                 | 4               | 3               |                    | -                  | -                  |             | -           | -           | 47     | 4      |
| ott.2020-gen. 2021  | Padova              | C                   | 0          | 0          | CI              | 0               | 0               | -                  | -                  | -                  | -           | -           | -           | 0      | 0      |
| feb.-giu. 2021      | Cittadella          | B                   | 14+3       | 3          | CI              | 0               | 0               | -                  | -                  | -                  | -           | -           | -           | 17     | 3      |
| 2021-2022           | Cittadella          | B                   | 32         | 5          | CI              | 1               | 0               | -                  | -                  | -                  | -           | -           | -           | 33     | 5      |
| 2022-gen. 2023      | Cittadella          | B                   | 12         | 2          | CI              | 2               | 0               | -                  | -                  | -                  | -           | -           | -           | 14     | 2      |
| Totale Cittadella   | Totale Cittadella   | Totale Cittadella   | 58+3       | 10         |                 | 3               | 0               |                    | -                  | -                  |             | -           | -           | 64     | 10     |
| gen.giu. 2023       | Foggia              | C                   | 8+7        | 2+1        | CI-C            | 1               | 0               | -                  | -                  | -                  | -           | -           | -           | 16     | 3      |
| 2023-gen. 2024      | Foggia              | C                   | 7          | 0          | CI+CI-C         | 1               | 0               | -                  | -                  | -                  | -           | -           | -           | 8      | 0      |
| Totale Foggia       | Totale Foggia       | Totale Foggia       | 44+6       | 9+1        |                 | 2               | 0               |                    | -                  | -                  |             | -           | -           | 52     | 10     |
| gen.-giu. 2024      | Lecco               | B                   | 2          | 0          | CI              | -               | -               | -                  | -                  | -                  | -           | -           | -           | 30     | 0      |
| 2024-2025           | Pro Patria          | C                   | 28+2       | 8          | CI-C            | 0               | 0               | -                  | -                  | -                  | -           | -           | -           | 27     | 7      |
| Totale carriera     | Totale carriera     | Totale carriera     | 312+17     | 54+2       |                 | 9               | 4               |                    | 0                  | 0                  |             | -           | -           | 338    | 55     |

## Palmarès

### Competizioni giovanili
- Coppa Italia Primavera: 1

Milan: 2009-2010

### Competizioni nazionali
- Campionato italiano: 1

Milan: 2010-2011